# Winona (Mississippi)
Winona település az Amerikai Egyesült Államok Mississippi államában, Montgomery megyében, melynek megyeszékhelye is. Lakosainak száma 4505 fő (2020. április 1.).

## Népesség
A település népességének változása:

| 2010 | 5 043 |
| 2020 | 4 505 |